# Wyraj

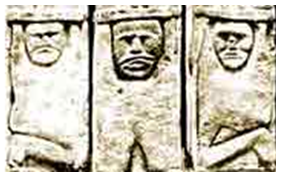
Wyobrażenie Welesa-Trzygłowa w dolnej partii tzw. Światowida ze Zbrucza, według jednej z teorii

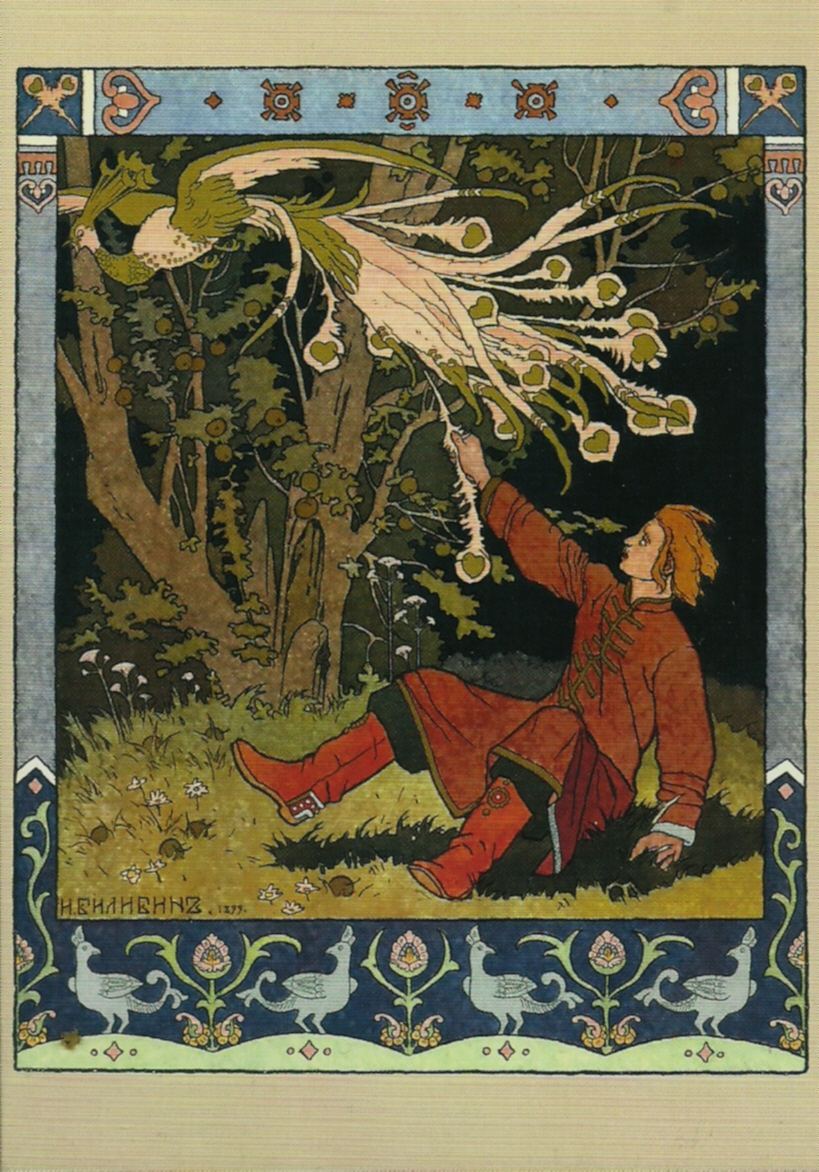
Raróg (Żar ptak) na ilustracji do baśni rosyjskiej

Wyraj, Raj, Irij – według wierzeń słowiańskich bajeczna kraina, do której na zimę odlatują ptaki i z której przychodzi wiosna, a także (w folklorze) z której przybywają bociany niosące dzieci.  
Odlatujące do Wyraju i powracające zeń na wiosnę ptaki Słowianie utożsamiali z ludzkimi duszami. Według przekazów ludowych wraz z dymem stosu pogrzebowego dusza ludzka w postaci ornitomorficznej ulatuje do Wyraju, gdzie jednak nie pozostaje wiecznie, powracając za jakiś czas w łono brzemiennej kobiety, przynoszona przez bociana lub lelka, w czym można dopatrywać się śladów wierzeń w reinkarnację. 

## Teoria Szyjewskiego
Według Andrzeja Szyjewskiego początkowo Słowianie wierzyli tylko w jeden Wyraj, utożsamiany z Rodem, położony daleko za morzem, na końcu Drogi Mlecznej. Wyobrażano go sobie jako ogród za żelazną bramą broniącą wstępu żyjącym, położony w koronie drzewa kosmicznego. Z kolei na gałęziach drzewa miały gniazdować ptaki, utożsamiane zazwyczaj z duszami ludzkimi. Na podstawie fragmentów folklorystycznych, niektórzy autorzy uznają, że bram Wyraju strzegł Weles, czasem przedstawiany w postaci zoomorficznej jako Złoty Kur lub Raróg dzierżący w szponach klucze do zaświatów.

## Teoria Uspienskiego
W późniejszym okresie, zdaniem Borysa Uspienskiego pod wpływem kontaktów z chrześcijaństwem, nastąpił podział na Wyraj ptasi (tożsamy z dotychczasowym, wcześniejszym Wyrajem) oraz podziemny Wyraj wężowy/smoczy (przypuszczalnie tożsamy z Nawią).

## Etymologia
Etymologię nazwy "wyraj" próbowano wyprowadzić z hipotetycznego prasłowiańskiego *rajъ w powiązaniu z perskim rayí (bogactwo, szczęście), wskazywano także na podobieństwo do np. greckiego éar (wiosna), sanskryckiego áranyas (obcy, daleki) czy hipotetycznego praindoeuropejskiego *ūr- (woda), jednak żadna z tych etymologii nie znalazła powszechnego uznania.